# Село имени Балгабека Кыдырбекулы
Имени Балгабека Кыдырбекулы (каз. Балғабек Қыдырбекұлы, до 1997 г. — Таран) — село в Жамбылском районе Алматинской области Казахстана. Административный центр и единственный населённый пункт Таранского сельского округа. Код КАТО — 194265100.

## Население
В 1999 году население села составляло 1642 человека (802 мужчины и 840 женщин). По данным переписи 2009 года, в селе проживало 2078 человек (1035 мужчин и 1043 женщины).